# 定县音乐
定县音乐是河北省定州市（原称定县）的民间音乐，许多著名的北方民间乐曲来自定县音乐，如“小放牛”，河北曲调的“茉莉花”等，20世纪50年代中国音乐家协会曾到定县音乐的发源地紫魏村进行大规模地采风活动，收集整理了一批民间乐曲。